# Бэтмен. Возвращение Тёмного рыцаря
«Бэтмен. Возвращение Тёмного рыцаря» (англ. Batman: The Dark Knight Returns) — четырёхсерийный комикс, написанный и нарисованный Фрэнком Миллером и изданный «DC Comics» в 1986 году под названием «Batman: The Dark Knight Returns». В том же году позже было выпущено коллекционное переиздание, где в названии было убрано слово «Batman». «Возвращение Тёмного рыцаря» описывает историю, в которой 56-летний Брюс Уэйн возвращается к борьбе с преступностью из отставки, однако встречается с оппозицией в лице полиции Готэм-сити и правительства США.
В 2001 году комикс получил продолжение (также написанное Миллером), названное «The Dark Knight Strikes Again» и триквел «The Dark Knight III: The Master Race», соавтором которого стал Брайан Аззарелло.
В 2016 году комикс издан на русском языке издательством «Азбука».

## История публикации
В начале 1980-х Дик Джиордано, редактор группы, работающий над комиксами о Бэтмене, был повышен до главного редактора. Результатом стал наём Фрэнка Миллера, писателя-художника, для создания «Возвращения Тёмного рыцаря». Джиордано рассказывает, что работал над сюжетом комикса вместе с Миллером. Он прокомментировал это так: «Финальный вариант истории, наконец законченный, был почти на четверть или пятую нарисован Фрэнком. Исходный сюжет остался по сути прежним, однако была сделана масса мелких изменений».
Джиордано покинул проект на полпути из-за разногласий с Миллером по поводу сроков сдачи комикса в печать. Джиордано сказал: «Фрэнк хотел продолжить работу над комиксом, когда его уже нужно было сдать». Исследователь комиксов Ли Дениелс прокомментировал игнорирование Миллером сроков сдачи комикса, как «кульминацию в борьбе за независимость художника». DC выпустило номера «Возвращения Тёмного рыцаря» в комплекте с дополнительными страницами и на глянцевой бумаге, чтобы подчеркнуть рисунок акварелью художницы Линн Варли.
В интервью Миллер заявил, что на сюжет его вдохновил Грязный Гарри, возможно, именно фильм 1983 года «Внезапный удар», который также, как и «Возвращение Тёмного рыцаря» описывает постаревшего героя, вернувшегося к борьбе с преступностью после долгого перерыва. Миллер также указывает на свой возраст, считая его одним из факторов, повлиявших на сюжет.

## Сюжет
«Возвращение Тёмного рыцаря» берёт начало в версии Готэм-сити недалёкого будущего, имеющего черты антиутопии. Год нигде не уточняется, однако прошло ровно десять лет с момента последнего рапорта о деятельности Бэтмена, действующим президентом Америки является, судя по всему, Рональд Рейган или кто-то похожий на него, Холодная война все ещё длится. По факту все супергерои, кроме Супермена, были силой принуждены к отставке или же потеряли доверие населения. Брюс Уэйн добровольно ушёл в отставку по причине смерти Джейсона Тодда (второго Робина). В отсутствие супергероев преступники заполонили улицы, и банда, зовущая себя Мутанты, терроризирует Готэм-сити.
Такое положение дел вынуждает 56-летнего Уэйна снова надеть костюм Бэтмена, чтобы сражаться с преступностью. Несмотря на оплаченную Уэйном реабилитацию, включающую в себя пластическую операцию, Харви Дент по прозвищу Двуликий, судя по всему, вернулся к преступности. Бэтмен арестовывает Дента, однако тем временем среди населения ходят споры о том, имеют ли методы Бэтмена право на существование в обществе. Медийные ресурсы имеют очень большую роль в «Возвращении Тёмного рыцаря», прерывая рассказ новостными репортажами и обсуждениями текущих событий репортёрами и ведущими передач.

## Персонажи
- Брюс Уэйн/Бэтмен — 55 лет, отказался от маски Бэтмена за десять лет до начала истории. Насилие, переполнившее улицы Готэма, и внутренние демоны Брюса, которых он уже не может сдерживать, принуждают его к возобновлению борьбы с преступностью.
- Альфред Пенниуорт — верный дворецкий Уэйнов, медик, и доверенное лицо. В истории ему уже восемьдесят.
- Кэрри Келли/Робин — тринадцатилетняя девочка, ставшая новым помощником Бэтмена. Во время создания комикса знакомый Миллера художник и писатель Джон Бирн сказал ему: «Робин должен быть девочкой», и Миллер согласился. Исследователь комиксов Лес Дениелс прокомментировал следующим образом: «Оглядываясь назад, подобная тенденция кажется вполне логичной, возможно, даже необходимой вследствие гомофобии, начатой Фредериком Вертрамом более 39 лет назад».
- Джеймс Гордон — комиссар полиции Готэм-сити на протяжении 26 лет — и офицер полиции на протяжении 50 лет — уходит в отставку в возрасте 70 лет. Гордон знает о двойственной личности Бэтмена и поддерживает Крестоносца в Плаще.
- Харви Дент/Двуликий — после многих лет в психиатрической лечебнице, лицо Харви было восстановлено с помощью пластической операции, и доктор выписал его, считая полностью здоровым, физически и ментально. Однако он все ещё Двуликий внутри, и продолжает терроризировать город, скрыв лицо под бинтами.
- Джокер — заклятый враг Бэтмена, очнувшийся из кататонического состояния, когда Бэтмен вернулся к борьбе с преступностью. Одержимость Джокера Бэтменом усилилась в значительной мере. Его жестокое возвращение в преступный мир дало начало последней схватке с Бэтменом.
- Лидер Мутантов — глава банды, называющей себя Мутантами. Жестоко избивает Бэтмена в первой драке, попадает в тюрьму, убивает мэра (все ещё находясь в тюрьме), сбегает, и снова сталкивается с Бэтменом, на сей раз терпя поражение.
- Доктор Бартоломью Волпер — психиатр Двуликого и Джокера и стойкий противник методов Бэтмена, которые он называет «фашистскими». Волпер убеждён, что Джокер и Двуликий — оба на самом деле жертвы крестовых походов Бэтмена — он заявляет, что Бэтмен привёл их к становлению преступниками — становясь идеальным противником. Однако его попытка вылечить Двуликого потерпела неудачу, и, в конце концов, его убил Джокер перед большой аудиторией ночного шоу, во время попытки показать Джокера публике в качестве примера «жертв Бэтмена».
- Эллен Индел — новый комиссар полиции Готэма, заменившая на посту Гордона. Начав травлю Бэтмена, она однако усомнилась после устроенного Джокером погрома и пришла, в конце концов, к выводу, что Бэтмен «слишком велик», чтобы она могла его судить.
- Оливер Куинн/Зелёная стрела — защитник Стар-сити, после запрета на супергероев он становится тайным террористом, борющимся с гнётом правительства. Он потерял левую руку несколько лет назад, и винит Супермена за это. Однако он все ещё превосходный лучник, использующий для оттягивания тетивы свои зубы.
- Кларк Кент/Супермен — в прошлом величайший супергерой Земли, а теперь просто пешка правительства США. Его внутренний монолог показывает, что ему противно быть орудием правительства, но это единственный, по его мнению, способ принести пользу.

## Критика
IGN назвала «The Dark Knight Returns» первым в списке 25 величайших графических романов о Бэтмене, оставив второе место другому комиксу Фрэнка Миллера, «Batman: Year One». Рецензия на сайте также называет «настоящим шедевром» с «незабываемыми сценами» серию комиксов «The Dark Knight Returns». В 2022 году сайт снова включил серию на 1 место в топе 27 лучших комиксов о Бэтмене.
В 2001 и 2002 годах «DC Comics» выпустила комикс «The Dark Knight Strikes Again», продолжение комикса «The Dark Knight Returns», также написанный Фрэнком Миллером. Комикс, очень отличающийся по стилю от оригинала, получил смешанные оценки, однако был одним из самых продающихся комиксов DC за это время.
В 2005 году журнал «Time» назвал комикс «Одним из десяти лучших графических романов на все времена, написанных на английском».
Писатель Мэттью Мэннинг в своей книге 2010 года «DC Comics Year By Year A Visual Chronicle», в главе «1980-е», назвал комикс «возможно, лучшей историей о Бэтмене на все времена».

## Мультивселенная DC
В текущей Мультивселенной DC события «The Dark Knight Returns» и последовавших комиксов происходят на Земле-31.

## В других источниках

### Телевидение
- В эпизоде мультсериала «The New Batman Adventures», озаглавленный «Легенды Тёмного рыцаря», есть сцена, основанная на обеих стычках с лидером банды Мутантов (озвученный Кевином Майклом Ричардсоном). Майкл Айронсайд, обычно озвучивающий Дарксайда, озвучил в этой сцене Бэтмена версии «The Dark Knight Returns». Серия вышла 10 октября 1998 года.
- Один участник банды Мутантов появляется во 2 сезоне сериала «Teen Titans», в эпизоде под названием «Навсегда — это как долго?», закидывая помидорами пожилого Мальчика-зверя (англ. Beast Boy) в клетке.
- Мультсериал «The Batman» использовал многие элементы комикса. Имя и характерные черты персонажа Эллены Ян очень схожи с Элленой Индел, комиссаром полиции в комиксе Миллера. Персонаж Эллены Ян встречается в эпизоде 4 сезона «Артефакты», где она является новым комиссаром полиции Готэма в 2027 году.
- Костюм Бэтмена из комикса «The Dark Knight Returns» появился в 19 эпизоде 1 сезона мультсериала «Бэтмен: отважный и смелый». Серия была названа «Легенды Бэт-Майта», где Бэт-Майт менял костюмы Бэтмена, и когда получился костюм DKR, он назвал его «слишком сумасшедшим» (англ. too psycho).

### Кинематограф
- Режиссёр двух известных фильмов-адаптаций комиксов «Хранители» Алана Мура и «300» Миллера, Зак Снайдер, выразил своё желание снять адаптацию «The Dark Knight Returns» на «Комик-Коне» в Сан-Диего, когда его спросили о режиссировании других адаптаций серьёзных комиксов. Позже Миллер ответил: «Ты можешь снять его в любое время, Зак». Продюсер серии фильмов о Бэтмене 1989—1997 годов, Майкл Услан также выразил свой интерес в возможном фильме[10].
- Третий фильм Кристофера Нолана, «Тёмный рыцарь: Возрождение легенды», значительно вдохновлён этой сюжетной серией: Бэтмен так же возвращается из отставки после многолетнего отсутствия, будучи при этом не в лучшей форме. Кроме того, при его возвращении так же присутствуют двое патрульных полицейских, старший из которых говорит, что «сейчас будет шоу».
- Фильм «Бэтмен против Супермена: На заре справедливости», вышедший в прокат 24 марта 2016 года, частично основан на комиксе The Dark Knight Returns, режиссёром которого выступает Зак Снайдер.
- Анимационная адаптация комикса была разделена на две части, которые вышли в 2012 и 2013 годах. В создании картин приняли участие несколько ветеранов производства фильмов о Бэтмене.[11][12].
- В сериале «Готэм» из этой серии позаимствован один элемент: Джеремайя Валеска (местная версия Джокера) впадает в кататонию после отъезда Брюса, но после его возвращения приходит в себя. Более того, позже он сознаётся, что всё это время притворялся.